# Ulvehunden
Ulvehunden (original titel White Fang) er en roman af den amerikanske forfatter Jack London fra 1906. Handlingen foregår i Yukon i Canada under Guldfeberen i Klondike og følger en vild ulvehunds forandring til tamt dyr. En stor del af romanen er fortalt set fra ulvehundens synsvinkel. Romanen er en slags omvendt spejlbillede af Jack Londons bedst kendte roman Når naturen kalder.
| Bog | Spire Denne artikel om bøger og tidsskrifter er en spire som bør udbygges. Du er velkommen til at hjælpe Wikipedia ved at udvide den. |